# ريكو ماك
ريكو ماك (بالإنجليزية: Rico Mack)‏ هو لاعب كرة قدم أمريكية أمريكي، ولد في 22 فبراير 1971 في ستاثام في الولايات المتحدة.

## وصلات خارجية
- ريكو ماك على موقع مرجع كرة القدم المحترفة.كوم (الإنجليزية)
- ريكو ماك على موقع JustSportsStats.com (الإنجليزية)